# Twierdzenie Cevy (trygonometryczne)
Uzasadnienie: to twierdzenie (w obie strony) jest prostym wnioskiem z Twierdzenia Cevy: tezy obu twierdzeń są identyczne, dowody powołują się na Twierdzenie Cevy

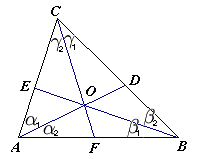

Wersja trygonometryczna twierdzenia Cevy pozwala na pokazanie, że proste Cevy w trójkącie przecinają się w jednym punkcie, gdy mamy pewne dane o kątach, ale nie mamy danych o tym, w jakim stosunku te proste dzielą boki trójkąta.

## Treść
Jeżeli proste Cevy {\displaystyle AD,} {\displaystyle BE,} {\displaystyle CF} w trójkącie {\displaystyle ABC} przecinają się w jednym punkcie, to przy oznaczeniach kątów jak na rysunku zachodzi równość:
{\displaystyle \sin \alpha _{1}\cdot \sin \beta _{1}\cdot \sin \gamma _{1}=\sin \alpha _{2}\cdot \sin \beta _{2}\cdot \sin \gamma _{2}.}

## Dowód
Z twierdzenia Cevy mamy:
{\displaystyle {\frac {|AF|}{|FB|}}\cdot {\frac {|BD|}{|DC|}}\cdot {\frac {|CE|}{|EA|}}=1.}
Z twierdzenia sinusów mamy:
{\displaystyle {\frac {|AF|}{|AC|}}={\frac {\sin \gamma _{2}}{\sin \angle AFC}}}
oraz
{\displaystyle {\frac {|FB|}{|BC|}}={\frac {\sin \gamma _{1}}{\sin \angle BFC}},}
{\displaystyle \sin \angle BFC=\sin \angle AFC,} (kąty przyległe),
więc
{\displaystyle {\frac {|AF|}{|FB|}}={\frac {\sin \gamma _{2}}{\sin \gamma _{1}}}\cdot {\frac {AC}{BC}}.}
Podobnie
{\displaystyle {\frac {|BD|}{|DC|}}={\frac {\sin \alpha _{2}}{\sin \alpha _{1}}}\cdot {\frac {AB}{AC}},}
{\displaystyle {\frac {|CE|}{|EA|}}={\frac {\sin \beta _{2}}{\sin \beta _{1}}}\cdot {\frac {BC}{AB}}.}
Mnożąc stronami, dostajemy
{\displaystyle 1={\frac {|AF|}{|FB|}}\cdot {\frac {|BD|}{|DC|}}\cdot {\frac {|CE|}{|EA|}}={\frac {\sin \gamma _{2}}{\sin \gamma _{1}}}\cdot {\frac {\sin \alpha _{2}}{\sin \alpha _{1}}}\cdot {\frac {\sin \beta _{2}}{\sin \beta _{1}}}.}

## Twierdzenie odwrotne
Jeżeli proste Cevy spełniają przy oznaczeniach jak na rysunku
{\displaystyle \sin \alpha _{1}\cdot \sin \beta _{1}\cdot \sin \gamma _{1}=\sin \alpha _{2}\cdot \sin \beta _{2}\cdot \sin \gamma _{2},}
to przecinają się w jednym punkcie.

### Dowód
Dowód prowadzimy korzystając z twierdzenia odwrotnego do twierdzenia Cevy i analogicznie za pomocą zależności
{\displaystyle {\frac {|AF|}{|FB|}}={\frac {\sin \gamma _{2}}{\sin \gamma _{1}}}\cdot {\frac {AC}{BC}},}
{\displaystyle {\frac {|BD|}{|DC|}}={\frac {\sin \alpha _{2}}{\sin \alpha _{1}}}\cdot {\frac {AB}{AC}},}
{\displaystyle {\frac {|AF|}{|FB|}}={\frac {\sin \beta _{2}}{\sin \beta _{1}}}\cdot {\frac {BC}{AB}},}
sprowadzamy równość
{\displaystyle {\frac {|AF|}{|FB|}}\cdot {\frac {|BD|}{|DC|}}\cdot {\frac {|CE|}{|EA|}}=1}
do postaci trygonometrycznej
{\displaystyle 1={\frac {\sin \gamma _{2}}{\sin \gamma _{1}}}\cdot {\frac {\sin \alpha _{2}}{\sin \alpha _{1}}}\cdot {\frac {\sin \beta _{2}}{\sin \beta _{1}}}.}

## Zastosowania
Za pomocą twierdzenia można łatwo udowodnić, że w każdym trójkącie w jednym punkcie przecinają się dwusieczne, symediany, wysokości, środkowe. Nie znaczy to jednak, że punkty przecięcia np. wysokości i symetralnych są tym samym punktem. Taki przypadek występuje tylko w trójkącie równobocznym.